# Willem Drees
Willem Drees, född 5 juli 1886 i Amsterdam, död 14 maj 1988 i Haag, var en nederländsk politiker och landets regeringschef 1948-1958. Han var dessutom partiledare för Arbetarpartiet 1946-1958, socialminister 1945-1948 och biträdande premiärminister 1945-1946. Han var ledamot av Generalstaternas andra kammare 1933-1945 och Socialdemokratiska arbetare-partiets (Arbetarpartiets föregångare) parlamentariska gruppledare 1939-1945. Som premiärminister ledde Drees Nederländerna under återuppbyggnaden och ekonomiska återhämtningen efter andra världskriget, avkolonisering med bland annat Indonesiens frigörelse samt landets anslutning till Europeiska unionens föregångare EEC, Nato, Benelux och OECD:s föregångare OEEC. Drees lämnade arbetarpartiet 1971 på grund av oenighet med partiets allt mer inflytelserika vänsterflygel.
Drees var agnostiker, absolutist och esperantist.

## Utmärkelser
- Kommendör med stora korset av Vasaorden, 28 april 1955.[13]